# أماندا هندريك
أماندا هندريك (بالإنجليزية: Amanda Hendrick)‏ هي عارضة بريطانية، ولدت في 10 فبراير 1990 في أردري ‏ في المملكة المتحدة.

## روابط خارجية
- أماندا هندريك على موقع دليل عارضات الأزياء (الإنجليزية)